# BR-488
De BR-488 is een federale weg in de deelstaat São Paulo in het zuidoosten van Brazilië. De weg is een verbindingsweg die Guaratinguetá verbindt met de basiliek van Aparecida. De weg volgt grotendeels het tracé van SP-062.
De weg heeft een lengte van 5,9 kilometer.

## Aansluitende wegen
- BR-116/SP-060 en BR-459 bij Guaratinguetá
- BR-116/SP-060 en SP-062 bij Aparecida